# Hemipus
Hemipus är ett släkte i familjen vangor inom ordningen tättingar. 
Det omfattar endast två arter som förekommer från Himalaya till Bali:
- Bandvingad skogstörnskata (H picatus)
- Svartvingad skogstörnskata (H hirundinaceus)

## Familjetillhörighet
Släktet har länge flyttats runt mellan olika familjer. Fram tills nyligen placerades arterna istället i familjen skogstörnskator (Tephrodornithidae) med filentomor och släktet Tephrodornis. Studier visar dock att denna grupp är nära släkt med vangorna och flyttas nu allmänt dit.